# Caponiidae
Caponiidae este o familie de păianjeni araneomorfi. Această familie este deosebită în lumea păianjenilor datorită faptului că majoritatea speciilor au doar 8 ochi, ceva foarte neobișnuit. Însă în această familie sunt specii și cu 4, 6 sau 8 ochi. Chiar și în cadrul aceeași specii numărul ochilor este variabil, modificându-se pe parcursul maturizării.

## Descriere
Caponidele au aproximativ 2 - 5 mm sunt rareori observați. Cuticula ce acoperă prosoma este de culoare portocalie, iar opistosoma - gri deschis. Ochii sunt amplasați median și anterior pe prosomă. 

Numărul ochilor după gen:

- Opt ochi: Calponia, Caponia;
- Șase ochii: Caponina (dar pot avea, de asemenea, doi, trei, patru sau cinci);
- Patru ochi: Nopsides, Notnops;
- Doi ochi: Nops, Orthonops, Diplogena, Taintnops, Tisentnops;

## Modul de viață
Obiceiurile lor sunt în cea mai mare parte necunoscute. Cel puțin se știe că unele specii vânează alți păianjeni. 
Relații 

## Sistematică
Familia cuprinde genurile:

- Calponia Platnick, 1993 (SUA)
- Caponia Simon, 1887 (Africa)
- Caponina Simon, 1891 (America Centrală și de Sud)
- Diploglena Purcell, 1904 (Africa de Sud)
- Nops Macleay, 1839 (Caraibe, America de Sud și Centrală)
- Nopsides Chamberlin, 1924 (Mexic)
- Notnops Platnick, 1994 (Chile)
- Orthonops Chamberlin, 1924 (SUA, Mexic)
- Taintnops Platnick, 1994 (Chile)
- Tarsonops Chamberlin, 1924 (Mexic)
- Tisentnops Platnick, 1994 (Chile)

## Răspândire
Membrii acestei familii pot fi găsiți în Africa și America, din Argentina până în SUA.